# Celui qui veille
Celui qui veille ((en) 'The Night Watchman) est un roman de Louise Erdrich publié en 2020 aux États-Unis et en 2021 en France, et récompensé par un prix Pulitzer. Pour  son dix-septième roman, l'autrice, représentante majeure du courant littéraire de la Renaissance amérindienne, donne pour la première fois les traits d'un membre de sa famille à l'un de ses personnages. C'est en retrouvant les lettres de son grand-père, autrefois chef de la réserve indienne de Turtle Mountain qu'elle a imaginé ce roman à deux voix, reprenant la tentative de 1953 dite d'Indian termination policy, ou programme d'assimilation forcée.

## Synopsis
Deux personnages membres de la même tribu des Chippewa, Thomas Wazhashk, veilleur de nuit dans une usine et Patrice, dite Pixie, jeune femme de 19 ans souhaitant s'émanciper, veillent à leur manière chacun sur les siens.

## Réception

### Prix Pultzer
Aux États-Unis, le roman reçoit en 2021 le prix Pulitzer de la fiction. Le jury salue « un roman majestueux et polyphonique sur les efforts d'une communauté pour s'opposer  aux propositions dans les années 1950 de déplacement et d'élimination de plusieurs tribus autochtones, rendus avec dextérité et imagination ».